# Răzjevo Konare
Răzjevo Konare (bulgariska: Ръжево Конаре) är ett distrikt i Bulgarien.   Det ligger i kommunen Obsjtina Kalojanovo och regionen Plovdiv, i den centrala delen av landet, 130 km öster om huvudstaden Sofia.